# Munich Challenger 1988
Il Munich Challenger 1988 è stato un torneo di tennis facente parte della categoria ATP Challenger Series nell'ambito dell'ATP Challenger Series 1988. Il torneo si è giocato a Monaco di Baviera in Germania dal 21 al 27 novembre 1988 su campi in sintetico indoor.

## Vincitori

### Singolare
Aleksandr Volkov ha battuto in finale  Goran Prpić con il punteggio di 6–4, 6–3

### Doppio
Igor Flego /  Goran Ivanišević hanno battuto in finale  Michael Stich /  Martin Sinner con il punteggio di 6–4, 6–4